# Капилио
Капилио̀ (на гръцки: Καπηλιό, Капильо̀) е село в Кипър, окръг Лимасол. Според статистическата служба на Република Кипър през 2001 г. селото има 30 жители.